# Sphinx sequoiae
Espèce
Sphinx sequoiae est une espèce nord-américaine de lépidoptères (papillons) de la famille des Sphingidae.

## Description

### Papillon
L'imago a une envergure de 48 à 66 mm et une longueur de l'aile antérieure (LAA) de 22 à 35 mm. Sa taille suffit à le distinguer de toutes les autres espèces similaires, à l'exception de Sphinx dollii. Les ailes antérieures sont grises sur le dessus avec une teinte bleuâtre. Chez les espèces similaires, elles sont plutôt brunes, et plus fortement ornées. Une ligne noire traverse l'aile antérieure en diagonale de la base à l'apex, mais contrairement aux espèces similaires, elle est interrompue et moins développée. Le dessus du thorax comporte une paire de lignes longitudinales noires, alors que Sphinx dollii a deux paires de lignes, qui fusionnent souvent en une large bande sombre. L'espèce est variable dans sa coloration, et dans une moindre mesure dans ses dessins. Les papillons sont plus pâles au sud de leur aire de répartition qu'au nord.

### Chenille
Les chenilles ressemblent à celles de Sphinx dollii. Elles ont une couleur de base vert intense et sont pourvues d'une série de points blancs sur chaque segment du corps. Elles sont par conséquent parfaitement camouflées sur les jeunes pousses des plantes hôtes. Contrairement aux espèces similaires, il y a toujours des rangées de taches brunes sur le dos et sous les stigmates. Ces taches brunes sont de taille variable.

### Chrysalide
La chrysalide a les gaines des ailes ostensiblement transparentes et colorées de vert, et un abdomen de couleur marron clair. La gaine très courte de la trompe est libre et n'est que légèrement incurvée par rapport au corps. Le crémaster court est sombre et se termine en une double pointe.

## Répartition et habitat
Sphinx sequoiae est répandu du Nord à l'Ouest du Grand Bassin des États-Unis dans le Sud de l'Oregon et le Nord-Est de la Californie. Au sud, l'aire de répartition s'étend à l'ouest de la Sierra Nevada et du désert des Mojaves jusqu'à la Basse-Californie, au Mexique.
Sphinx sequoiae habite les forêts de conifères de hauteurs modérées en Oregon et en Californie.

## Écologie et comportement
Les imagos volent de mai à juillet, probablement en une génération.
Les imagos sont attirés par les sources lumineuses au crépuscule. Ils ont été observés butinant le nectar d’Eriodictyon, du Cerisier de Virginie (Prunus virginiana) et du Pavier de Californie (Aesculus californica).
Jusqu'à présent, les chenilles n'ont été trouvées que sur Juniperus osteosperma, Juniperus californica et Thuja plicata. Dans la partie occidentale de la Sierra Nevada, où aucun genévrier ne pousse, on pense que l'espèce mange les feuilles de Calocedrus decurrens.
La façon dont les femelles pondent leurs œufs est inconnue. La nymphose a lieu dans une chambre juste en dessous de la surface de la terre.